# Самсонова, Антонина Александровна
Антонина (Тоня) Александровна Самсонова (род. 15 августа 1986, Москва) — российская журналистка, радио- и телеведущая, менеджер интернет-проектов. В прошлом — ведущая радиостанции «Эхо Москвы» (программы «Лукавая цифра», «Особое мнение», «Утренний разворот» и другие) и телеканала «Дождь» (программа «Говорите с Тоней Самсоновой»), старший редактор раздела «Россия» интернет-издания Slon.ru. В 2014—2022 годах — руководительница сервиса «Яндекс.Кью» (ранее — The Question). С 2022 года — основательница интернет-проекта Exactly.ai.

## Биография
Родилась 15 августа 1986 года в Москве. В 2003 году окончила московскую гимназию № 45 имени Леонида Исидоровича Мильграма, в 2007 году — бакалавриат факультета социологии Высшей школы экономики.

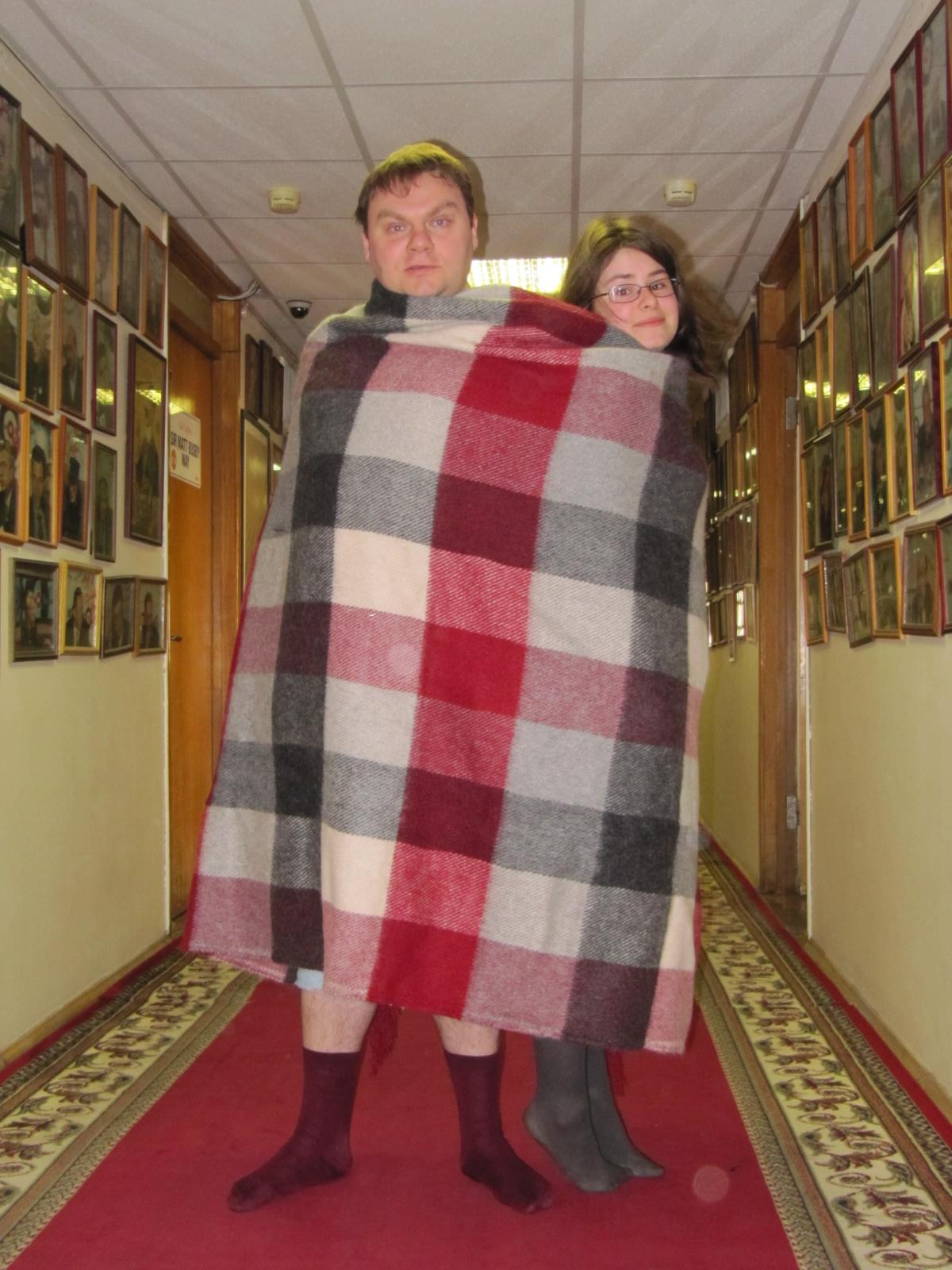
Александр Плющев и Антонина Самсонова

С 2005 года работала на радиостанции «Эхо Москвы», куда пришла, будучи студенткой второго курса Высшей школы экономики. В интервью «Эху Москвы» Тоня рассказала, как для неё началась эта история:
 «Когда главный редактор радиостанции Алексей Венедиктов был в „Вышке“ на конференции, посвящённой плагиату. Такая возможность, — подумала я, — может никогда больше не представиться. Я догнала его, когда он уже уходил, представилась, сказала, что хочу предложить проект для радио. Он позвал в студию. Мы там вместе были с Игорем Чириковым, тоже студентом-социологом из „Вышки“… Так удивительно было встречать тех, кого видишь только по телевизору, слышать голоса, давно знакомые!» 
После первой встречи с Венедиктовым Тоня один раз участвовала в передаче Ксении Лариной в качестве гостя, а летом 2005 года отослала на «Эхо Москвы» своё резюме. C сентября 2005 по март 2010 года Тоня вела на «Эхе Москвы» ей же придуманную еженедельную программу «Лукавая цифра», в которой эксперты обсуждали результаты социологических исследований. С 2008 года программа помимо прямого эфира на «Эхе Москвы» выходила в записи на канале RTVi.
С июня 2006 до марта 2009 года каждую вторую неделю вела с Александром Плющевым ежедневную программу «Утренний разворот», которая в этом составе ведущих неофициально называлась «Дурачок и пионерка». В 2007 году вела программы «Испытание» и «Бэби-бум». С апреля 2009 по ноябрь 2010 года каждый вторник вела программу «Дневной разворот» (вместе с Андреем Белькевичем), каждую пятницу — программу «Утренний разворот» (вместе с Александром Плющевым), каждую четвертую неделю с понедельника по четверг в 19:00 после новостей — ежедневную программу «Особое мнение». В 2010 году вела вместе с Сергеем Гуриевым еженедельную программу «Послезавтра».
С сентября 2011 по 2012 год редактировала в интернет-издании Slon.ru раздел о политике и общественной жизни (раздел «Россия»). Одновременно продолжала вести на «Эхе Москвы» программы «Особое мнение» и «Утренний разворот». С февраля по декабрь 2012 года вела на телеканале «Дождь» авторскую программу «Говорите с Тоней Самсоновой».
С июля 2013 года была корреспондентом «Эха Москвы» в Великобритании.
В июне 2014 года Самсонова решила заняться созданием интернет-проекта TheQuestion, веб-сервисом Q&A (система вопросов и ответов). Ресурс TheQuestion был запущен в марте 2015 года, Самсонова стала его основательницей и руководительницей. К 2016 году стартап привлёк около $1 млн инвестиций, в том же году начал сотрудничать с компанией «Яндекс», которая в 2019 году выкупила проект и объединила его с сервисом «Яндекс. Знатоки» под названием «Яндекс.Кью». С 2020 года  руководила проектами «Яндекса» по информированию о коронавирусе. В марте 2022 года Самсонова объявила об увольнении из «Яндекса» из-за недостаточного освещения компанией новостей о вторжении России на Украину.
В 2022 году создала Exactly.ai — платформу и инструмент на базе искусственного интеллекта для художников, дизайнеров и иллюстраторов.
Замужем. Имеет 4 детей.

## Награды
Лауреат премии Высшей школы экономики для выдающихся выпускников HSE Alumni Awards 2015 в номинации «Четвёртая власть» «за запуск проекта The Question».